# Скруп, Ричард, 1-й барон Скруп из Болтона
Ричард ле Скруп (англ. Richard le Scrope; приблизительно 1327 — 30 мая 1403) — английский аристократ, 1-й барон Скруп из Болтона с 1371 года. Участвовал в Столетней войне и войнах с Шотландией, занимал должности верховного казначея (1371—1375), верховного канцлера (1378—1380, 1381—1382). Пытался ограничить траты короля Ричарда II, но потерпел неудачу, позже поддерживал лордов-апеллянтов.

## Биография
Ричард ле Скруп был третьим сыном сэра Генри ле Скрупа из Болтона и Маргарет де Рос или Фицуолтер. Он родился приблизительно в 1327 году, а после смерти старшего брата Уильяма в 1344 году унаследовал земли в Йоркшире, включая замок Болтон. С юных лет Ричард нёс военную службу: он воевал в Бретани, в 1346 году сражался с французами при Креси и с шотландцами при Невиллс-Кроссе (на поле боя его посвятили в рыцари), участвовал во взятии Кале. В дальнейшем Скруп участвовал во всех военных кампаниях на континенте и на северной границе, находясь в свите сначала Томаса де Бошана, 11-го графа Уорика, потом — королевского сына Джона Гонта, герцога Ланкастерского, с которым заметно сблизился. В 1367 году сэр Ричард был в составе армии Чёрного принца во время похода в Кастилию.
Гражданскую карьеру Скруп начал в 1364 году, заседая в палате общин как представитель Йоркшира. По-видимому, военная служба существенно его обогатила: в 1360-е годы сэр Ричард активно скупал земли в Йоркшире. В январе 1371 года он был вызван в парламент как лорд, и это событие считается началом истории баронии Скруп из Болтона. В том же году сэр Ричард занял должности лорда-верховного казначея и лорда-хранителя большой королевской печати (по-видимому, этим он был обязан Джону Гонту). В 1375 году барон оставил оба эти поста и уехал на север, где управлял некоторое время западными марками. Годом позже депутаты Хорошего парламента, решившие привести в порядок финансы королевства, вызвали Скрупа для дачи показаний. Он повёл себя очень достойно: сначала отказался отвечать, сославшись на свою клятву, а когда его от этой клятвы освободили, дал ответы, уличавшие двух советников короля, Уильяма Латимера и Ричарда Лайонса, в незаконном оформлении субсидий. По итогам этих событий ни у кого не возникло претензий к барону.
После смерти Эдуарда III в 1377 году Скруп вернулся в столицу и стал управляющим королевским двором, а в 1378 году — лордом-верховным канцлером. В январе 1380 года ему пришлось уйти в отставку из-за постоянных поражений во Франции. В конце того же года сэр Ричард был назначен смотрителем Западных марок, а годом позже король Ричард II «по ходатайству всех магнатов и общин» снова назначил его канцлером. Однако уже в июле 1382 года Скруп был уволен из-за своих попыток ограничить траты монарха.
Барон принял участие в шотландских походах 1384 и 1385 годов, причём во время второго похода оспорил право сэра Роберта Гросвенора носить такой же герб. Из-за этого начался долгий судебный процесс; оппонент Скрупа в ходе процесса высказал сомнения в его благородном происхождении, но судьи приняли решение в пользу сэра Ричарда (27 мая 1390 года), так что Гросвенору пришлось выплатить штраф. В суде в поддержку Скрупа высказались 240 свидетелей, в числе которых были первые вельможи королевства, и это говорит о большом уважении, которым пользовался барон. Во время политического кризиса 1386—1389 годов Скруп поддержал лордов-апеллянтов, пытавшихся ограничить власть короля (29 ноября 1397 года он получил от Ричарда II полное помилование). В последующие годы барон несколько раз участвовал в переговорах с Францией и Шотландией, но большую часть времени в силу преклонного возраста проводил в своих поместьях. Он закончил перестраивать замок Болтон (за 20 лет на это были потрачены 12 тысяч фунтов при годовом доходе барона всего 600 фунтов), оплатил украшение трапезной в аббатстве святой Агаты в Исби, стал покровителем нескольких других церковных общин. Старший сын сэра Ричарда Уильям стал одним из фаворитов Ричарда II и в 1399 году, после захвата престола Генрихом IV, был казнён как изменник, из-за чего престарелый барон тоже оказался в опасности. Сэр Ричард появился в первом парламенте Генриха IV и со слезами на глазах попросил нового короля не возлагать грехи сына на его отца и братьев; тот гарантировал ему сохранение за семьёй земель и титула.
Свои последние годы Скруп провёл, по-видимому, в поместье Пишиобери в Хартфордшире, купленном в 1394 году. 30 мая 1403 года он умер. Тело барона похоронили в аббатстве святой Агаты в Исби.

## Семья и наследство
1-й барон Скруп из Болтона был женат на Бланш де Ла Поль, дочери Уильяма де Ла Поля и Кэтрин Норвич. В этом браке родились четверо сыновей:
- Уильям (приблизительно 1350—1399). В 1393 году отец купил для него у Уильяма Монтегю, 2-го графа Солсбери, острова Уайт и Мэн за 10 тысяч фунтов, а в 1397 году Уильям получил от короля титул графа Уилтшира. Он был женат дважды, но детей не оставил[4].
- Роджер (умер в 1403). Стал 2-м бароном Скрупом из Болтона после смерти отца, но пережил его всего на полгода[2].
- Стефан (приблизительно 1350—1405)[2].
- Ричард[2].

Роджера и Стефана сэр Ричард женил на двух дочерях и сонаследницах Уильяма Тибтота, 3-го барона Тибтота, обеспечив их таким образом дополнительными владениями. Известно, что Роджеру он завещал отцовские чётки, свои молитвенник и требник, а также тарелки, принадлежавшие графам Арунделу и Саффолку, которые должны были стать семейными реликвиями. 40 фунтов согласно завещанию барона пошли на финансирование работ в Йоркском соборе, другие суммы — ряду аббатств в северных грфствах. 20 фунтов были разделены между бедными арендаторами сэра Ричарда.